# Stephan Karkowsky

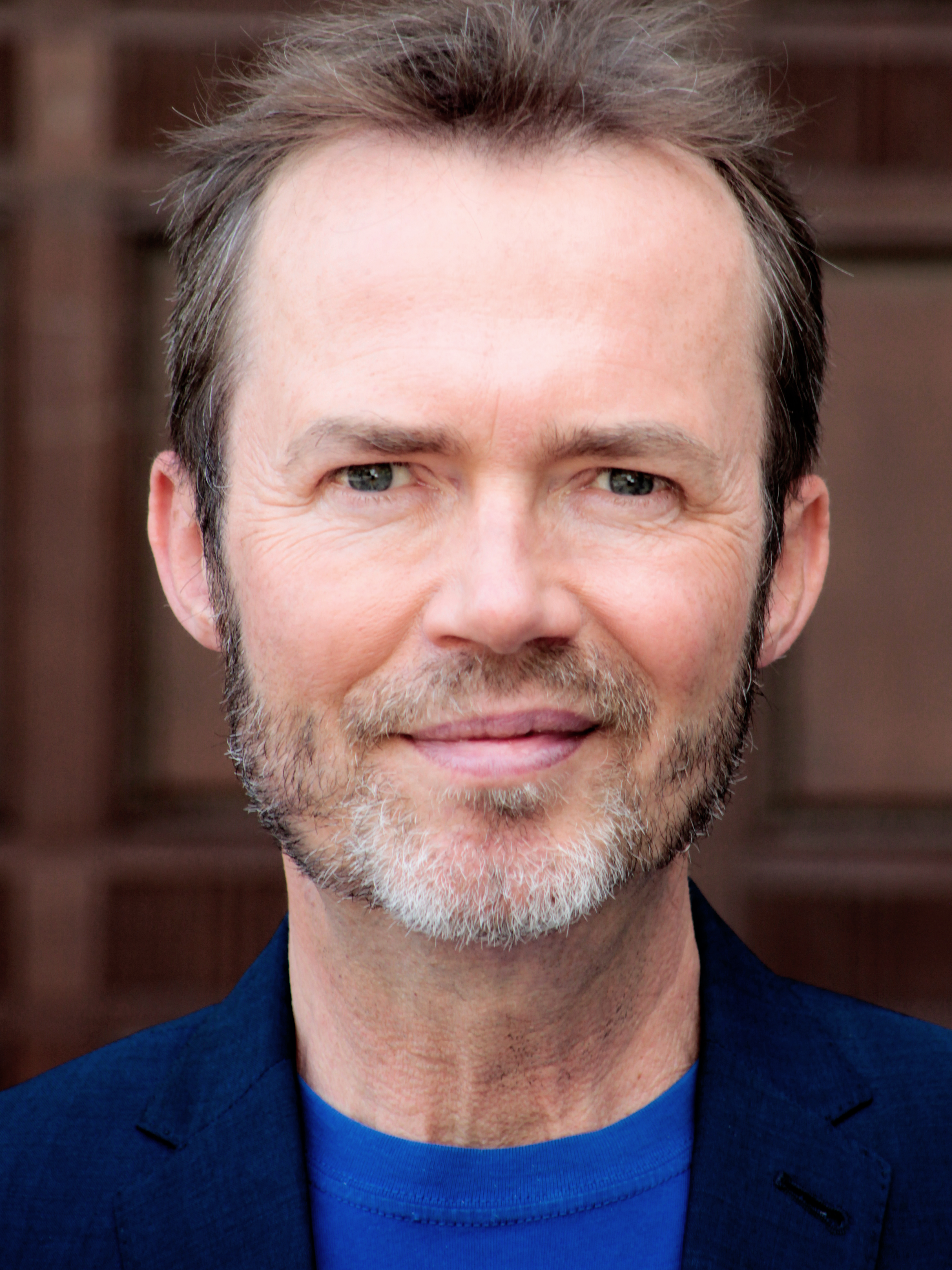
Stephan Karkowsky (2020)

Stephan Karkowsky (* 1. September 1963 in Hameln) ist ein deutscher Radiomoderator, Journalist und Moderatorencoach. Mit mehr als 200 Sendungen jährlich seit 1987 gehört er zu den meistgebuchten Hörfunkmoderatoren des öffentlich-rechtlichen Rundfunks. Als Freier Mitarbeiter arbeitet er für verschiedene Sender.

## Leben
Von 1982 bis 1986 war Karkowsky als Freier Journalist für Printmedien tätig, u. a. für die dpa und den Stern. 1986 war er der erste Privatfunkvolontär Deutschlands bei Radio ffn und übernahm später Moderationen bei RIAS 2. Mitte der 1990er Jahre moderierte er zwei Wochen im Monat die Morgensendung „Frühkurier“ auf NDR 2. Seit 1991 moderiert er regelmäßig für den Westdeutschen Rundfunk, erst in den Programmen WDR 1 bzw. 1LIVE und WDR 2, später für das Meinungsmagazin Politikum auf WDR 5. Er ist regelmäßig bundesweit in der Frühsendung Studio 9 im Deutschlandfunk Kultur zu hören und im Wissenschaftsmagazin Die Profis auf Radio Eins vom RBB. Auch auf Radio Eins läuft seit 2001 seine Musiksendung Late Night Lounge. Im TV-Sender ARD-alpha moderierte er in unregelmäßigen Abständen die Sendung Campus Talks, aufgezeichnet in der Volksbühne Berlin.
Stephan Karkowsky hat unter dem Pseudonym Stefan Fester zwei Romane veröffentlicht. Zu seinen Abschlüssen zählen ein Licentiatus Rerum Publicarum im Fach Journalistenweiterbildung der Freien Universität Berlin sowie ein Internationaler Master of Global Public Policy (MGPP) der Universität Potsdam. 2011 war er in der Kategorie 'Bester Moderator' nominiert für den Deutschen Radiopreis.

## Preise
- 2015 Universitas-Preis für Wissenschaftsjournalismus der Hanns Martin Schleyer-Stiftung

## Schriften
- Ein ganz gewöhnlicher Tag. In: Kurt Weichler (Hrsg.): Ratgeber Freie Journalisten – Ein Handbuch. Vistas Verlag, Berlin 1987.
- Mehrere Reportagen in: Vier Tage, die die Welt bewegten – Eine Dokumentation von RIAS Berlin zur Öffnung der Mauer. Schallplatte. 1990.
- Mehrere Reportagen in: Wir sind ein Volk – Eine Dokumentation von RIAS Berlin zum Tag der Deutschen Einheit am 3. Oktober 1990. Doppelschallplatte. 1991.
- Technophobia. Ruetten und Loening, Berlin 1996, ISBN 3-596-13833-7.
- Countdown im Adlon. Ruetten und Loening, Berlin 1997, ISBN 3-352-00535-4.
- Meine Glückslieder Top Ten. In: Zum Glück. rbb-Media, Berlin 2013, ISBN 978-3-00-044059-5.